# Yandex Maps
Yandex地图（英語：Yandex Maps；前稱：Yandex Local）是公司向全球提供的电子地图服务，地图包含地標、線條、形狀等信息，提供矢量地图、卫星照片、地形图等三种視图。

## 特點
- 可搜索，快速查找到地点
- 放大与缩小
- 可安装在移动设备运行，移动设备作为现代人类最常随身㩦帶的工具，轻便、可随时获取。